# جادکووو (استان لهستان بزرگ‌تر)
جادکووو (به لهستانی:  Dziadkowo) یک روستا در لهستان است که در گمینا میلشن واقع شده‌است.